# 阿爾戈英雄號潛艇 (1898年)

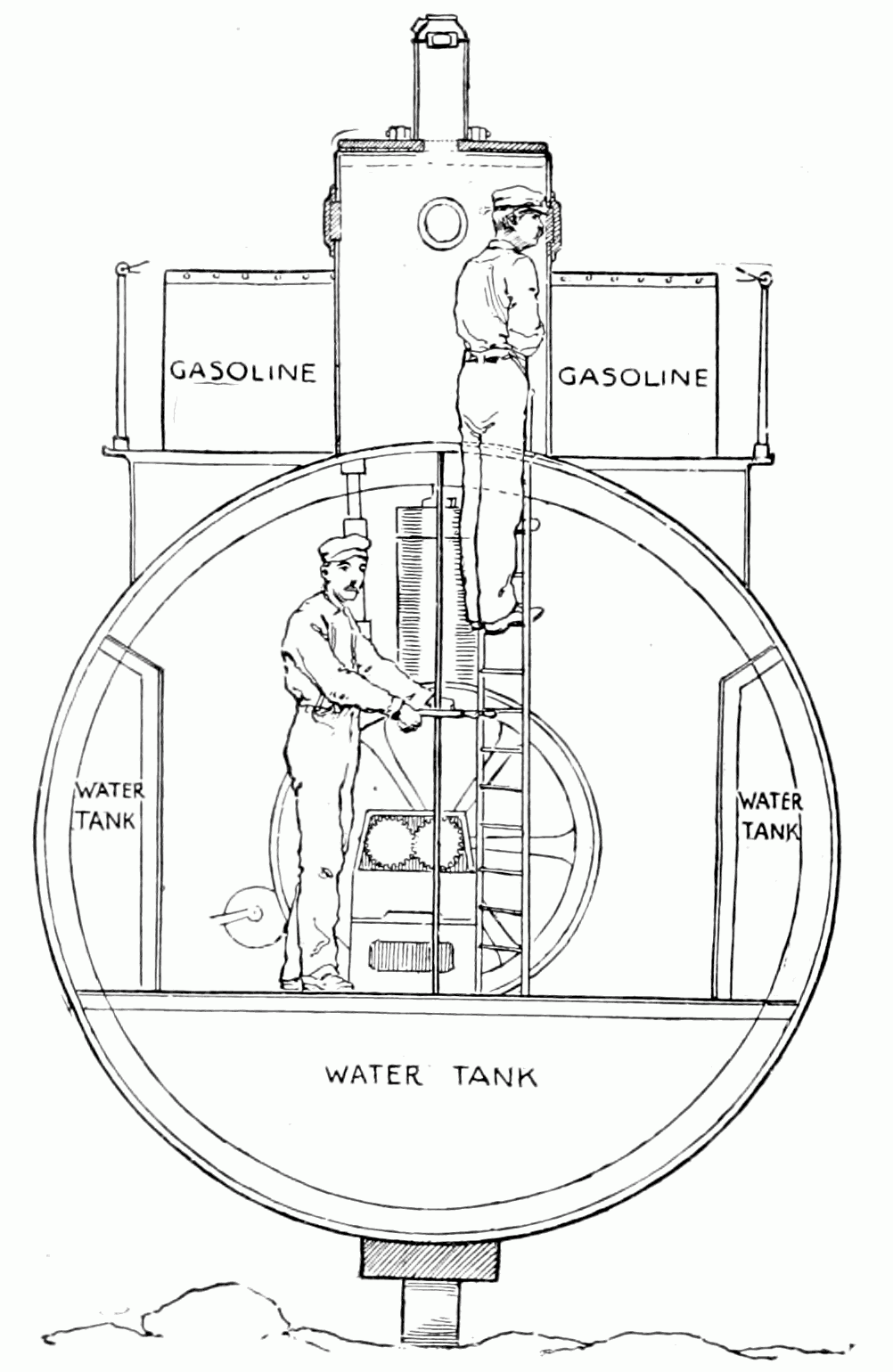
阿爾戈英雄號潛艇中間部分的横截面

阿爾戈英雄號潛艇（Argonaut）或譯作舡魚號，是由工程師西蒙·萊克所建造的一類潛艇。如未加以說明，「阿爾戈英雄號」通常指的是1900年在巴爾的摩下水的較大的第二艘潛艇。該潛艇長11公尺，呈雪茄形，由鋼鐵製成，有一台懷特和米德爾頓燃氣引擎和螺旋槳、直流發電機、探照燈以及空氣泵和水泵，主要特徵如同其同型潛艇及其前身小阿爾戈英雄號（Argonaut, Jr.）；有個濕式潛水艙，可讓潛水員離開再重新進入潛艇。這一類潛艇有兩艘，分別稱作阿爾戈英雄1號（Argonaut No 1）和阿爾戈英雄2號（Argonaut No 2）。阿爾戈英雄1號建造於1897年，長11公尺。1898年9月從維吉尼亞州諾福克到紐澤西州桑迪胡克進行公海航行，成為第一艘成功在公海操作的潛艇。
阿爾戈英雄2號是阿爾戈英雄1號的改造版本，於1900年竣工，長度為18公尺，外形顯著改變。

## 引文
1. ↑  . NOVA (PBS). November 2000  [25 July 2013]. （原始内容存档于2023-10-07）.
2. ↑  Raanan, Gideon. . Hadas Studio.   [25 July 2013]. （原始内容存档于2013-10-07）.
3. ↑   (web). The Simon Lake Submarine Web Site. 2003  [2008-01-28]. （原始内容存档于9 February 2008）.
4. ↑  Corbin, Thomas W. Corbin. . Original from the New York Public Library: Seeley, Service & co., ltd. 1913: 109  [2023-10-07]. （原始内容存档于2023-10-07）.
5. ↑  Herbert C. Fyfe, Edward James Reed. . Original from the University of California: E.G. Richards. 1907: 288. Argonaut Junior.

## 延伸閱讀
- Lake, Jeff. . The Simon Lake Submarine Web Site.   [13 April 2015]. （原始内容存档于2008-02-09）.
- . Marine Engineering. February 1898, II (2): 7–10.